# Guerra di Modena
La guerra di Modena o di Mutina fu combattuta nel 43 a.C.  nei pressi della città di Modena, durante la fase di conflitto civile successivo all'assassinio di Gaio Giulio Cesare. Il breve conflitto vide lo scontro tra le legioni cesariane di Marco Antonio, che nel dicembre 44 a.C. avevano marciato contro le truppe del cesaricida Decimo Giunio Bruto assediandole all'interno della città, e i repubblicani guidati dai consoli Aulo Irzio e Gaio Vibio Pansa, in alleanza con l'altra fazione cesariana guidata dal giovane Cesare Ottaviano, che erano avanzati nel febbraio 43 a.C. in aiuto degli assediati.
La guerra si concluse dopo la battaglia di Forum Gallorum del 14 aprile 43 a.C. e la battaglia di Modena del 21 aprile 43 a.C., con una vittoria tattica dei repubblicani, che sconfissero Antonio sul campo, ma i due consoli morirono nella battaglia e Antonio riuscì a disimpegnarsi con successo marciando lungo la via Emilia per congiungersi con le legioni del suo luogotenente Publio Ventidio Basso. Entro poche settimane la situazione politico-strategica sarebbe completamente mutata con l'accordo tra Antonio e Cesare Ottaviano contro il Senato repubblicano.

## La situazione a Roma dopo la morte di Giulio Cesare

### Predominio di Marco Antonio
Dopo l'assassinio di Gaio Giulio Cesare il 15 marzo 44 a.C. i cospiratori guidati da Marco Giunio Bruto e Gaio Cassio Longino, non avevano mostrato realismo e risolutezza dando quindi modo al console superstite Marco Antonio di prendere subito energici provvedimenti e conservare il potere in collaborazione con cesariani fedeli come Lucio Cornelio Balbo, Aulo Irzio e il magister equitum Marco Emilio Lepido. Antonio peraltro non era favorevole a un'immediata repressione dei cesaricidi e indisse quindi una riunione del Senato per organizzare una composizione. I cesaricidi, isolati nel Campidoglio e privi di sostegno popolare, erano deboli e divisi.

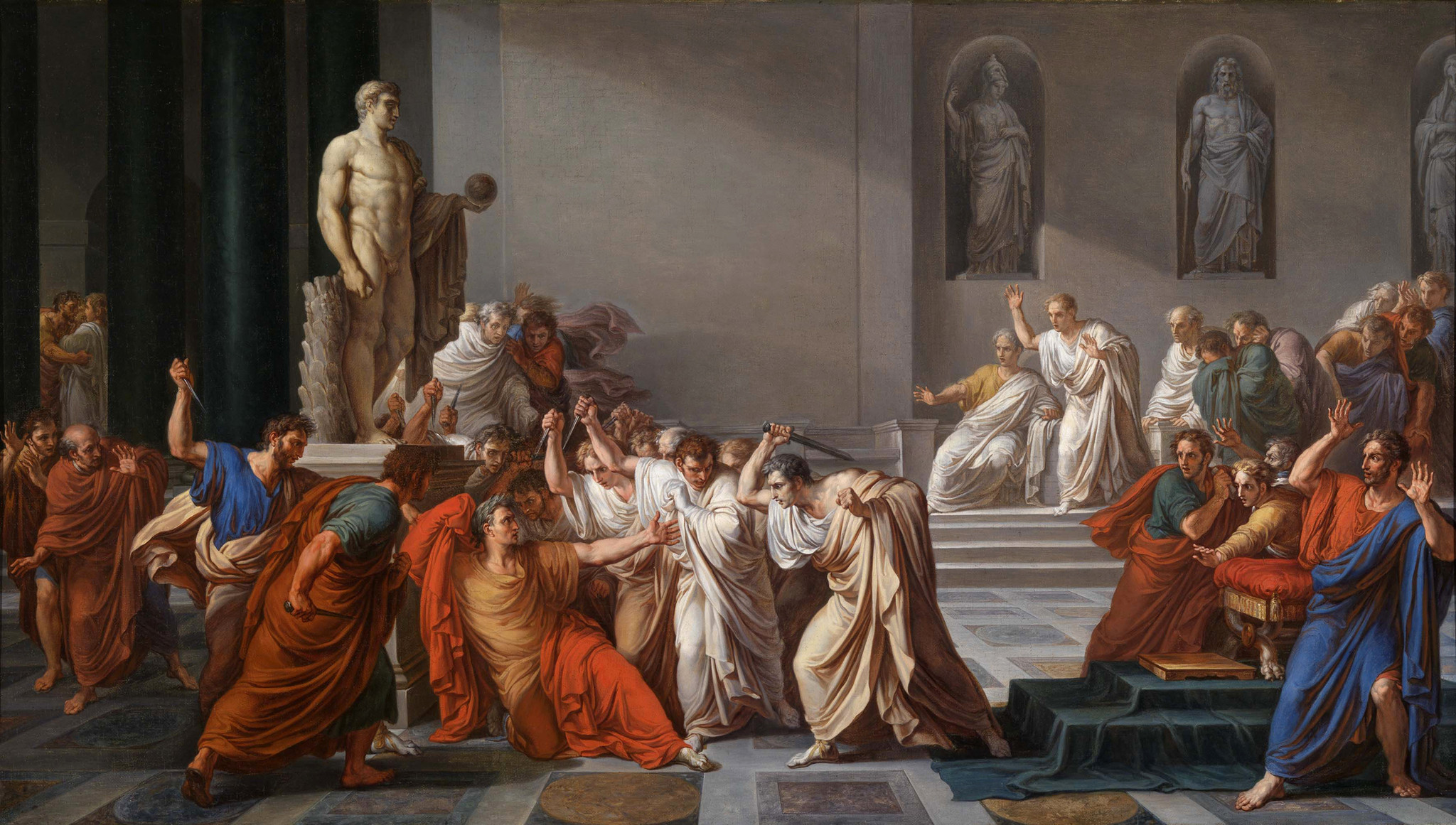
Vincenzo Camuccini: La morte di Cesare. Olio su tela, (1798).

Il 17 marzo 44 a.C. in Senato Marco Antonio tenne un comportamento apparentemente equilibrato, non richiese la condanna e la punizione dei cesaricidi, promosse la concordia repubblicana e contemporaneamente propose che gli atti, le disposizioni e il testamento di Cesare fossero confermati e adempiuti; l'accordo fu raggiunto. La tregua peraltro si rivelò fragile; al funerale del dittatore, il 20 marzo, l'orazione di Antonio suscitò l'emozione nella folla che manifestò simpatia per il defunto e minacciò la rappresaglia contro i cesaricidi che all'inizio di aprile dovettero abbandonare Roma e cercarono rifugio nelle cittadine laziali. La posizione di Bruto, Cassio e gli altri cospiratori era particolarmente debole: le legioni di veterani cesariani erano inquiete e minacciose verso gli assassini del loro capo, i tentativi di ottenere l'appoggio di cesariani come Irzio e Publio Cornelio Dolabella fallirono.
Marco Antonio, nonostante la sua forza politica come console e principale esponente della fazione cesariana, continuò in un primo tempo a mostrarsi conciliante: per accattivarsi i conservatori del Senato, propose di abolire per sempre la carica di "dittatore", tenne un atteggiamento amichevole verso Bruto e Cassio, consentì che tre cesaricidi potessero raggiungere le province a loro assegnate: all'inizio di aprile 44 a.C. quindi Gaio Trebonio si recò in Asia, Lucio Tillio Cimbro in Bitinia e Decimo Giunio Bruto partì per la Gallia Cisalpina dove erano presenti due legioni. Nella stessa circostanza vennero anche deliberate le province che sarebbero state assegnate ai due consoli al termine del loro mandato del 44 a.C.: Dolabella avrebbe ricevuto la Siria mentre Marco Antonio sarebbe andato in Macedonia dove avrebbe ricevuto il controllo di sei ottime legioni di veterani cesariani. Altri fedeli luogotenenti di Cesare controllavano le province orientali: Publio Vatinio l'Illirico, Tito Sextio l'Africa, mentre Lucio Staio Murco e Quinto Marcio Crispo erano con sei legioni ad Apamea.

### Comparsa di Cesare Ottaviano

Busto del giovane Cesare Ottaviano.

L'equilibrio politico a Roma ebbe un'inattesa svolta con l'arrivo a Brindisi del giovane Gaio Giulio Cesare Ottaviano; abile, prudente, dissimulatore, spietato e ambizioso, il pronipote del dittatore accettò la pesante eredità e manifestò subito la sua volontà di difendere la causa cesariana in competizione con Marco Antonio e appropriarsi della vendetta contro i cesaricidi; ben presto ebbe contatti con alcuni fedeli cesariani come Cornelio Balbo, Aulo Irzio e Gaio Vibio Pansa; il primo incontro con Marco Antonio a Roma nel maggio 44 a.C. si svolse in un'atmosfera tesa e conflittuale.
Per contrastare il crescente prestigio del giovane Ottaviano, Marco Antonio ritornò a una politica meno conciliante: ricercò il sostegno dei veterani cesariani, entrò in contrasto con il moderato Aulo Irzio e fece pressioni per costringere Bruto e Cassio a lasciare l'Italia. Il 1-2 giugno 44 a.C. riuscì a far approvare in contrasto con la maggioranza senatoria una lex de permutatione provinciarum che prevedeva una variazione dell'assegnazione delle province per l'anno 43 a.C.; secondo questo provvedimento, Antonio avrebbe lasciato il comando della Macedonia ma al suo posto avrebbe ricevuto l'amministrazione della Gallia Comata e della Gallia Cisalpina che sarebbe stata tolta a Decimo Bruto; inoltre Antonio avrebbe mantenuto il controllo delle legioni cesariane presenti nei Balcani.
Nelle settimane seguenti la situazione politica a Roma divenne confusa: Cesare Ottaviano accentuò la sua azione di propaganda filocesariana per accattivarsi il sostegno della plebe e dei veterani; il 1º agosto in Senato furono espresse lamentale contro l'attività del console; Marco Antonio prese l'iniziativa all'inizio di agosto contro Bruto e Cassio che ricevettero l'assegnazione delle province di Creta e Cirene; i due cesaricidi decisero di lasciare l'Italia e recarsi in Oriente. Contemporaneamente ci furono tentativi di riconciliare Antonio e Ottaviano; quest'ultimo continuava la sua attività per organizzare una propria fazione con esponenti cesariani, cavalieri e veterani delle legioni.

### Indebolimento politico di Marco Antonio
Nei mesi di agosto e settembre del 44 a.C. la situazione politica a Roma precipitò rapidamente verso una nuova fase di conflittualità tra fazioni contrapposte; mentre Ottaviano continuava la sua opera di proselitismo tra i veterani cesariani, Marco Antonio venne attaccato in senato dai membri moderati della vecchia fazione pompeiana, guidata da Marco Tullio Cicerone ritornato inaspettatamente in campo. Marco Antonio ritenne la sua situazione sempre più critica: egli denunciò un presunto complotto di Ottaviano per ucciderlo e replicò duramente agli attacchi di Cicerone; quindi il 9 ottobre decise di prendere l'iniziativa e recarsi a Brindisi per radunare le quattro legioni di veterani cesariani sbarcate dalla Macedonia. Antonio già in precedenza aveva concentrato sulla via Appia anche la famosa V legione "delle Allodole". Il console prima della scadenza del suo mandato era deciso a marciare con queste forze contro Decimo Giunio Bruto che rifiutava di cedere il controllo della Gallia Cisalpina.

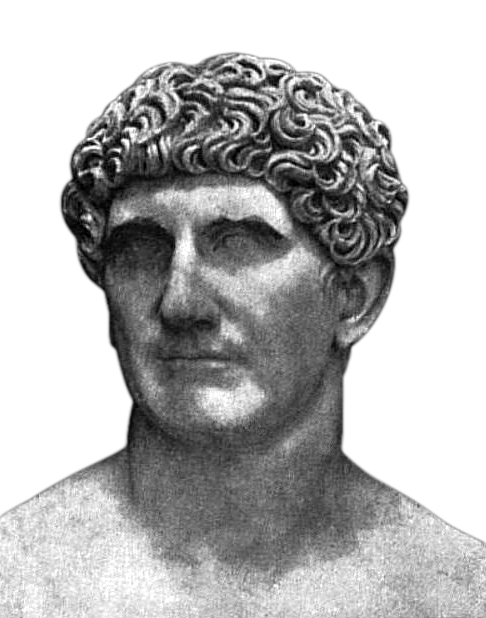
Marco Antonio.

Antonio era consapevole che a Roma si stava organizzando una eterogenea coalizione contro di lui con gli elementi repubblicani del Senato guidati da Cicerone, i cesariani di Ottaviano e i cesaricidi di Decimo Bruto, Marco Bruto e Cassio; questi ultimi due avevano lasciato l'Italia e si erano recati in Oriente ma non si avevano notizie precise sulla loro azione. Cesare Ottaviano nel frattempo era riuscito, grazie a generose elargizioni, a raccogliere in Campania un cospicuo nucleo di veterani, circa 3000 legionari cesariani, con il quale costituire un esercito privato; il giovane all'inizio di novembre 44 a.C. tentò un intempestivo colpo di forza recandosi a Roma. Il prematuro tentativo si concluse rapidamente con un fallimento; Marco Antonio era in marcia minacciosamente con le legioni raccolte a Brindisi; il senato non appoggiò il giovane erede di Cesare e i veterani non sembrarono disposti ad uno scontro fratricida; Cesare Ottaviano quindi, accompagnato dai suoi luogotenenti Quinto Salvidieno Rufo, Marco Vipsanio Agrippa e Gaio Mecenate si portò verso nord fino a Arezzo con il suo esercito privato di veterani richiamati che ben presto ricevette un prezioso rinforzo.
In realtà anche Marco Antonio era in difficoltà; egli, giunto a Brindisi, si era trovato di fronte allo scontento e all'indisciplina delle quattro legioni di veterani richiamate dalla Macedonia. Le eccellenti legioni Martia e Quarta rifiutarono di obbedire e abbandonarono il campo di Antonio. Il tentativo personale del console di persuadere le due legioni ribelli a rimanere nei ranghi del suo esercito non fu coronato da successo di fronte alle proteste dei soldati; egli versò premi in denaro agli altri legionari per evitare nuove defezioni, furono eseguite anche repressioni ed esecuzioni per ristabilire la disciplina. Le due legioni si concentrarono ad Arezzo e rinforzarono in modo decisivo l'esercito di Ottaviano.

## La guerra di Modena

### L'assedio a Decimo Bruto
Il 29 novembre del 44 a.C. Marco Antonio, ormai vicino alla scadenza del suo consolato, decise di passare all'azione e partire da Roma per marciare, con le legioni provenienti dalla Macedonia raccolte a Brindisi, verso la Gallia Cisalpina e battere Decimo Bruto che stava assumendo un atteggiamento sempre più ostile. La posizione di Antonio a Roma si era gravemente indebolita dopo la defezione delle due legioni di veterani e la sorprendente coalizione organizzatasi contro di lui tra cesariani rivoluzionari di Ottaviano, cesariani moderati dei nuovi consoli subentranti Aulo Irzio e Vibio Pansa e repubblicani raccolti intorno a Cicerone.
Due fedeli luogotenenti del console, Lucio Decidio Saxa e Publio Ventidio Basso, vennero inviati a reclutare nuove truppe in Campania e nel Piceno per rafforzare le legioni in marcia verso la Gallia Cisalpina contro Decimo Bruto che era deciso a resistere e aveva a sua volta aumentato le sue forze con reclutamenti sul posto. L'esercito di Antonio, dopo le nuove leve, era costituito dalle due legioni rimaste di quelle provenienti dalla Macedonia, dalla V Alaudae e da una legione, formata con esperti veterani cesariani richiamati e quindi particolarmente efficiente.

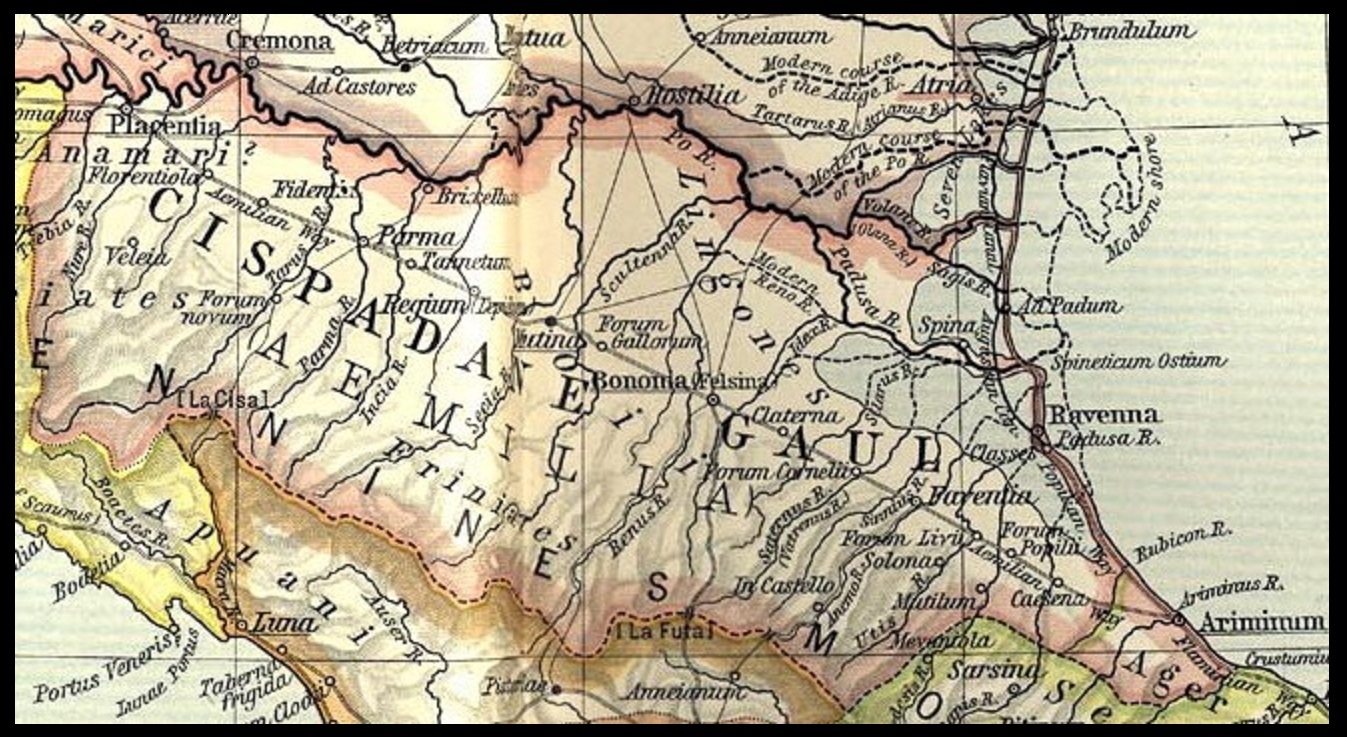
Carta dell'area delle operazioni lungo la via Emilia; sono indicate Modena e Forum Gallorum.

Ottaviano nel frattempo aveva consolidato le sue forze; egli disponeva delle due legioni cesariane, Martia e Quarta, che avevano defezionato dal campo di Marco Antonio, di una legione di reclute e di due legioni incomplete di veterani rinforzate con nuove leve. Ottaviano si affrettò ad entrare in comunicazione con il Senato a cui offrì la sua collaborazione; egli trattenne i suoi legionari da prove di forze per accrescere il suo potere, elargì ricchi premi ai veterani a lui fedeli e sembrò per il momento accettare l'autorità dei repubblicani in Roma; i senatori a loro volta accolsero con sollievo l'aiuto del giovane erede di Cesare, ma erano in attesa dell'entrata in carica dei nuovi consoli per organizzare altre forze per l'attacco contro Antonio.
Marco Antonio ritenne pericoloso affrontare direttamente i veterani cesariani di Ottaviano raggruppati ad Arezzo e quindi si diresse al nord con le sue quattro legioni per raggiungere rapidamente la Gallia Cisalpina. Egli contava anche sul sostegno che avrebbe potuto ricevere teoricamente da tre generali cesariani presenti nelle province dell'Occidente: Marco Emilio Lepido era in Spagna Citeriore e Gallia Narbonese con quattro legioni, Gaio Asinio Pollione aveva due legioni in Spagna Ulteriore; Lucio Munazio Planco governava la Gallia Comata con altre tre legioni. In realtà l'appoggio di questi tre personaggi ad Antonio non era del tutto sicuro: Pollione era lontano e con forze insufficienti, Planco era un prudente opportunista, mentre Lepido era inaffidabile e ambizioso; egli sembrava attendere gli sviluppi prima di prendere chiaramente posizione.
Decimo Bruto era schierato in Gallia Cisalpina con tre legioni, di cui due formate da veterani e una da reclute inesperte, egli aveva anche arruolato gruppi di gladiatori per rinforzare le sue truppe. Marco Antonio marciò rapidamente verso nord e giunse a Rimini da dove ordinò perentoriamente a Decimo Bruto di cedere il controllo della sua provincia e partire per la Macedonia come stabilito dal decreto del popolo ma il cesaricida cercò di guadagnare tempo allegando le disposizioni del Senato che lo invitavano a rimanere in Gallia Cisalpina. Antonio, irritato dall'ostruzionismo di Bruto, entrò con le sue legioni nella provincia e occupò le principali città ma non poté impedire al cesaricida di concentrare le sue forze e asserragliarsi all'interno di Modena dove si preparò per un lungo assedio; alla fine dell'anno 44 a.C. Antonio si portò rapidamente verso la città e strinse subito d'assedio Decimo Bruto; una linea di trinceramenti venne costruita dalle legioni antoniane intorno a Modena.

### Invio a nord dei consoli Aulo Irzio e Vibio Pansa
Il 20 dicembre 44 a.C. durante la riunione del Senato Cicerone parlò con grande durezza contro Marco Antonio; egli definì il console "un brigante...uno Spartaco" e propose di conferire legittimità alle azioni di Cesare Ottaviano e Decimo Bruto. L'oratore perseguiva attraverso le sue Filippiche un disegno politico ambizioso diretto a restaurare un ordine repubblicano attraverso la coalizione dei cesariani moderati, dei cesaricidi e della fazione del giovane Ottaviano che egli riteneva facilmente influenzabile. Il 1 gennaio 43 a.C. Aulo Irzio e Gaio Vibio Pansa divennero consoli e si aprì un grande dibattito in Senato che al termine di quattro giorni di discussioni prese le prime decisioni operative contro Marco Antonio. Solo Quinto Fufio Caleno difese l'ex-console mentre Cicerone propose espressamente la guerra. Sotto la pressione dell'oratoria di Cicerone, i senatori riconobbero legalmente le azioni di Decimo Bruto e Ottaviano; il giovane erede di Cesare venne cooptato nel Senato e ricevette il titolo di propretore con la missione di collaborare con i consoli in caso di guerra contro Antonio. Cicerone tuttavia non riuscì per il momento a far decretare la messa in stato di accusa di Marco Antonio come "nemico pubblico"; Fufio Caleno convinse il Senato ad inviare in missione a Modena alcuni rappresentanti per convincere Antonio a desistere dall'assedio di Decimo Bruto e riconoscere le decisioni dei senatori.

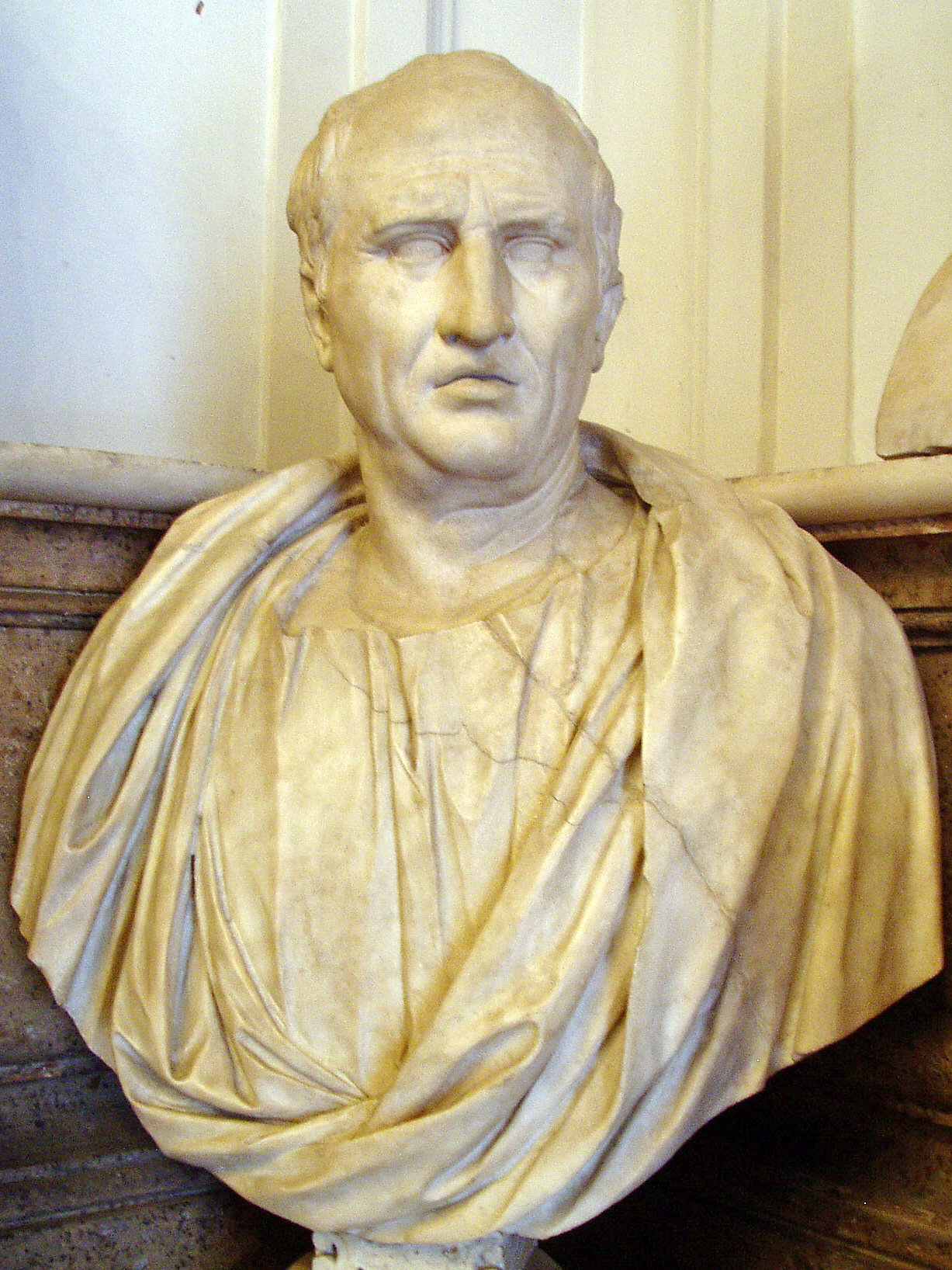
Marco Tullio Cicerone si oppose violentemente a Marco Antonio pronunciando in Senato le sue Filippiche.

I consolari Lucio Calpurnio Pisone Cesonino, Lucio Marcio Filippo e Servio Sulpicio Rufo partirono quindi come ambasciatori verso la Gallia Cisalpina per incontrare Marco Antonio, ma nel frattempo a Roma Cicerone moltiplicava i suoi interventi violentemente contrari al luogotenente di Cesare; egli rifiutava ogni trattativa con colui che considerava un "fuorilegge", sollecitava Decimo Bruto a resistere a Modena e cercava di rafforzare la collaborazione con Ottaviano. Mentre era in corso l'ambasceria, a Roma crebbero i preparativi per la guerra, Aulo Irzio era in non buone condizioni di salute e non auspicava una guerra tra cesariani, ma dovette ugualmente recarsi a nord dove prese il comando delle cinque legioni di Ottaviano ad Arezzo con le quali avanzò lungo la via Flaminia fino a Rimini.
In febbraio e marzo 43 a.C. continuarono a Roma aspri dibattiti politici in Senato, Cicerone continuò a mostrarsi estremista e aggressivo, egli riuscì a far respingere le proposte conciliative presentate da Antonio ai tre ambasciatori che prevedevano la sua rinuncia alla Gallia Cisalpina ma l'assegnazione della provincia della Gallia Comata. Il Senato quindi votò un ultimatum, proclamò ufficialmente lo stato di guerra e incaricò i consoli e il propretore Ottaviano di dirigere le operazioni; iniziarono, sotto il controllo dell'altro console Vibio Pansa, vasti reclutamenti di legionari nelle province italiche. Nel mese di marzo 43 a.C. fallirono gli ultimi due tentativi di trovare un accordo; in Senato Cicerone si oppose all'invio di una seconda ambasceria di senatori a Modena per incontrare Antonio, mentre il 20 marzo venne anche respinta una proposta di Marco Emilio Lepido e Munazio Planco che, pur manifestando fedeltà alla repubblica, erano contrari a combattere contro un fedele cesariano.
In questa fase peraltro Marco Antonio sembrò esasperato dalla situazione e dalla aggressione subita da parte di un'eterogenea alleanza di nemici coalizzatasi contro di lui. In una lettera inviata il 15 marzo a Irzio e Ottaviano egli criticava in termini duri e sarcastici l'innaturale coalizione tra cesariani e cesaricidi, l'alleanza con "Cicerone, un vinto", la presenza nel campo di Irzio di cesaricidi come Servio Sulpicio Galba. Egli deprecava la decisione di far marciare "i veterani di Cesare" contro di lui, il fedele luogotenente del dittatore, e affermava di essere pronto a resistere, pur auspicando una nuova alleanza tra cesariani per "vendicare la morte di Cesare". La lettera di Antonio venne letta e violentemente criticata in Senato da Cicerone che in privato si espresse minacciosamente anche contro Lepido e Planco; la guerra divenne quindi inevitabile. 
In Gallia Cisalpina nel mese di febbraio Irzio e Ottaviano erano avanzati con cinque legioni lentamente lungo la via Emilia; da Rimini raggiunsero Claterna e Forum Cornelii senza trovare grande opposizione; all'inizio di marzo raggiunsero Bologna e proseguirono verso Modena. Marco Antonio per il momento preferì concentrare le sue forze e serrare maggiormente l'assedio contro Decimo Bruto la cui situazione era precaria. Il 19 marzo 43 a.C. si era mosso da Roma anche Vibio Pansa con quattro legioni di reclute; ad aprile egli avanzava lungo la via Emilia da Bologna per raggiungere le forze del collega Irzio e del propretore Ottaviano. Marco Antonio, dopo aver consolidato l'assedio di Decimo Bruto, si era portato nel frattempo con le legioni vicino agli accampamenti di Irzio e Ottaviano e sfruttava la sua superiore cavalleria per infastidire e indebolire con piccoli attacchi le forze avversarie; egli contava sull'atteso arrivo delle legioni di veterani che Ventidio Basso aveva costituito nel Piceno; Antonio era anche informato dell'avanzata da Bologna delle legioni di reclute di Vibio Pansa.

### Battaglia di Forum Gallorum

Mappa della battaglia di Forum Gallorum.

Marco Antonio decise di prendere l'iniziativa e sconfiggere i nemici prima del loro ricongiungimento; in un primo tempo egli cercò di entrare in battaglia contro le cinque legioni del console Aulo Irzio e del propretore Cesare Ottaviano, ma, dopo aver constatato che i suoi avversari rimanevano passivi all'interno dei loro accampamenti in attesa dell'arrivo delle quattro legioni di reclute di Vibio Pansa, decise di cambiare piano e di marciare con due legioni veterane lungo la via Emilia contro Pansa dopo aver lasciato una parte delle sue forze al comando del fratello Lucio Antonio a controllare Decimo Bruto a Modena e Irzio e Ottaviano nei loro accampamenti..
Marco Antonio fece appostare nelle paludi presenti nelle vicinanze di Forum Gallorum, attraverso il quale avrebbero dovuto passare le legioni di Vibio Pansa, le sue due migliori legioni di veterani (II e XXXV) mentre lungo la via Emilia schierò la sua coorte pretoria. Mentre i legionari si posizionavano al riparo dei canneti delle paludi, i reparti di cavalleria e fanteria leggera mossero in avanti lungo la via Emilia per attirare le reclute di Vibio Pansa nella trappola. Il piano era audace e abile ma Antonio ignorava che le legioni di reclute di Pansa erano state raggiunte nella notte del 14 aprile 43 a.C. dai rinforzi inviati da Irzio e Ottaviano; i legati Servio Sulpicio Galba e Decimo Carfuleno avevano condotto i veterani cesariani della legione Martia e le coorti pretorie personali di Cesare Ottaviano e Aulo Irzio. All'alba del 14 aprile quindi le colonne di Pansa in marcia attraverso le paludi erano guidate proprio dalla esperta legione Martia e dalle coorti pretorie che coprivano l'avanzata delle legioni di reclute.
Gli esperti legionari della Martia, pur sorpresi dalla comparsa tutto intorno nelle paludi dei veterani di Antonio, mantennero la coesione e, mentre la coorte pretoria di Ottaviano veniva attaccata lungo la via Emilia, scesero nel terreno acquitrinoso e accettarono il combattimento. Le coorti di reclute di Pansa, ritenute inesperte e di ostacolo all'azione dei veterani, vennero ritirate indietro per non accrescere la confusione.. Le legioni II e XXXV di Antonio attaccarono nelle paludi sui due lati della strada mentre la coorte pretoria del condottiero avanzò lungo la via Emilia. I combattimenti tra i veterani cesariani delle due parti furono drammatici ed estremamente cruenti; la lotta fratricida continuò per alcune ore accanita; mentre gli antoniani erano determinati a distruggere gli ex-compagni che avevano defezionato, i veterani della Martia volevano vendicarsi per le violenze e le punizioni subite a Brindisi al momento del passaggio nel campo di Ottaviano.. In un cupo silenzio, senza grida e incoraggiamenti, i veterani delle due parti si batterono all'arma bianca con ostinazione e grande violenza; le reclute che osservarono da lontano la micidiale azione delle legioni cesariane furono impressionate e sconvolte dall'accanimento e dalla ferocia del combattimento con le spade.
La battaglia nelle paludi inizialmente continuò senza risultati decisivi; sull'ala destra le coorti della Legione Martia guadagnarono lentamente terreno ma sulla sinistra la Legione II di Antonio costrinse i nemici a ripiegare. L'andamento della battaglia alla fine volse a favore delle legioni antoniane: la coorte pretoria di Ottaviano venne distrutta lungo la via Emilia, mentre anche i legionari della Martia furono infine costretti a ripiegare. Decimo Carfuleno rimase ucciso, ma i veterani si ritirarono ordinatamente e respinsero gli attacchi della cavalleria nemica. Sulla sinistra della strada maestra invece il console Vibio Pansa venne gravemente ferito e le truppe in parte si sbandarono; le reclute in particolare alla vista della ritirata dei veterani, fuggirono disordinatamente verso gli accampamenti. I legionari di Marco Antonio inseguirono da vicino il nemico in rotta e inflissero pesanti perdite ai veterani e alle reclute del console ma i tenaci superstiti della Martia rimasero all'esterno del campo, coprirono la ritirata delle reclute e riuscirono a contenere l'impeto degli antoniani che rinunciarono ad attaccare gli accampamenti.
Marco Antonio, preoccupato per la situazione a Modena, decise di ritornare con le due legioni verso ovest lungo la via Emilia e nel pomeriggio stesso del 14 aprile le sue truppe si misero in marcia in un'atmosfera di rilassatezza ed euforia dopo la vittoria. Nel frattempo Aulo Irzio, informato da Vibio Pansa dell'aspra battaglia con gli antoniani, aveva messo in marcia la Legione IIII Macedonica, l'altra legione cesariana che aveva defezionato, e furono queste truppe fresche che nel tardo pomeriggio sorpresero le legioni antoniane che, stanche e disordinate, non riuscirono a sostenere a lungo il nuovo assalto. I veterani di Antonio subirono forti perdite e ripiegarono in rotta; Irzio preferì non inseguire da vicino nell'oscurità i nemici e Antonio poté raccogliere i suoi legionari all'interno degli accampamenti intorno a Modena. Durante la battaglia, Cesare Ottaviano era rimasto quasi inattivo con le altre tre legioni, impegnato a controllare i deboli attacchi diversivi contro gli accampamenti sferrati da Lucio Antonio secondo i piani del fratello.

### Battaglia di Modena
La battaglia di Forum Gallorum si concluse con la vittoria finale delle forze senatorie e dei cesariani di Ottaviano ma le perdite subite nella prima fase dalle legioni di Vibio Pansa erano state elevatissime e l'esito della guerra non era ancora deciso. Dopo le prime incerte notizie, a Roma giunsero la lettera inviata da Aulo Irzio e un resoconto di Servio Sulpicio Galba che suscitarono l'euforia nel campo senatorio nemico di Marco Antonio. Dopo alcuni giorni, il 21 aprile 43 a.C., Cicerone pronunciò in Senato la XIV Filippica in cui esaltava la vittoria, proponeva numerosi giorni di ringraziamenti pubblici, e lodava soprattutto i due consoli Aulo Irzio e Vibio Pansa, ridimensionando il contributo di Cesare Ottaviano. In realtà anch'egli, nonostante il suo ruolo minore, era stato acclamato sul campo dalle truppe imperator come i due consoli Irzio e Pansa.
Marco Antonio aveva ricondotto le sue truppe sconfitte negli accampamenti intorno a Modena ed era passato sulla difensiva; egli tuttavia non aveva rinunciato a battersi e strinse maggiormente l'assedio alle forze di Decimo Bruto dentro la città; il condottiero inoltre contava sull'aiuto che poteva giungere dal suo luogotenente Ventidio Basso che, dopo aver organizzato tre legioni con veterani richiamati nel Piceno, si avvicinava lungo la via Emilia e poteva minacciare le retrovie delle forze di Irzio e Ottaviano.
Dopo la vittoria del 14 aprile, Aulo Irzio e Cesare Ottaviano avevano deciso di prendere l'iniziativa e tentare di rompere l'assedio di Modena con un attacco diretto contro i trinceramenti nemici ma Marco Antonio preferì in un primo momento evitare la battaglia e si limitò a far uscire la sua forte cavalleria per intralciare l'azione del nemico. Il 21 aprile 43 a.C. il console mise in azione le sue forze per trovare un punto debole nelle linee di investimento intorno a Modena; Marco Antonio fece nuovamente intervenire la sua cavalleria che tuttavia non poté trattenere le legioni di Irzio e Ottaviano; di conseguenza egli fece uscire di rinforzo due legioni.
Si accese quindi una battaglia generale all'esterno dei trinceramenti di Modena tra una parte delle legioni di Cesare Ottaviano e Irzio e le due legioni di Marco Antonio; l'andamento delle operazioni costrinse quest'ultimo a richiamare altre forze per contenere gli attacchi nemici; a causa dei ritardi di questi movimenti delle truppe, le legioni di Cesare Ottaviano sembrarono avere la meglio. Mentre si combatteva accanitamente, Aulo Irzio decise di sferrare un attacco decisivo con la IIII Legione e irrompere dentro l'accampamento nemico e contemporaneamente anche Decimo Bruto fece uscire da Modena una parte delle sue coorti che, al comando del cesaricida Lucio Ponzio Aquila, attaccarono a loro volta i trinceramenti antoniani.
La battaglia contemporanea in tutti i settori divenne drammatica e accanita: la IIII legione guidata personalmente da Aulo Irzio riuscì ad entrare dentro gli accampamenti dove però venne contrattaccata dalla V Legione di Marco Antonio e rischiò di essere distrutta, nel momento culminante cadde ucciso vicino alla tenda personale di Antonio il console Aulo Irzio e Ottaviano dovette accorrere in aiuto per salvare la situazione. Dopo un aspro e sanguinoso combattimento dentro il campo di Antonio, le forze di Ottaviano riuscirono a recuperare il corpo di Irzio e ripiegarono fuori dagli accampamenti; anche Ponzio Aquila rimase ucciso nella battaglia e al termine della giornata le sue coorti interruppero i combattimenti e rientrarono a Modena.

### Partenza di Marco Antonio
Marco Antonio convocò un consiglio di guerra la sera stessa della battaglia del 21 aprile; l'attacco nemico agli accampamenti era stato infine respinto e il suo luogotenente Ventidio Basso si stava avvicinando ed era giunto a Faenza, ma egli temeva un nuovo assalto del nemico; inoltre ignorava che il console Irzio era stato ucciso. Nonostante il parere di alcuni dei suoi luogotenenti, Antonio prese rapidamente le sue decisioni: avrebbe rinunciato a continuare l'assedio di Modena e con le sue forze raccolte avrebbe marciato subito verso ovest lungo la via Emilia per entrare in contatto nella Gallia Narbonese con Emilio Lepido e Munazio Planco da cui sperava di avere rinforzi e aiuti. Marco Antonio durante la notte inviò un messaggio a Ventidio Basso ordinandogli di raggiungerlo attraverso gli Appennini, quindi si mosse con velocità e risolutezza il mattino del 22 aprile 43 a.C.; tutte le sue forze residue partirono senza ostacoli da Modena e raggiunsero prima Parma e poi Piacenza.

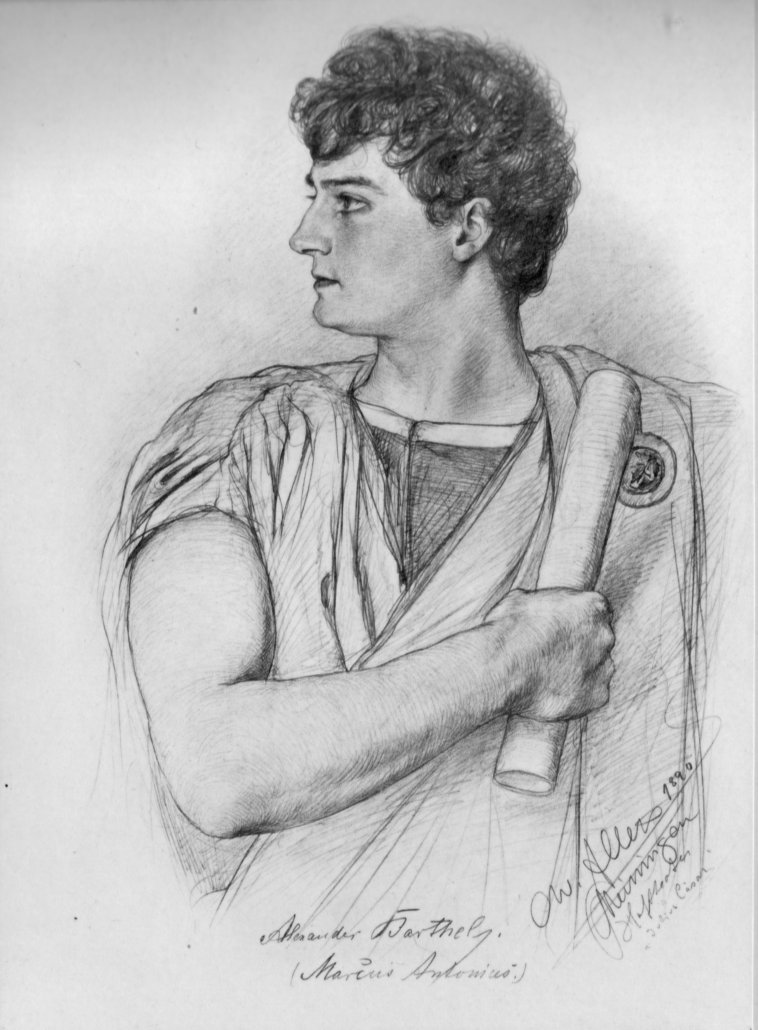
Marco Antonio nell'interpretazione dell'attore Alexander Barthels.

La ritirata di Antonio fu grandemente favorita dalla disgregazione della precaria alleanza tra Cesare Ottaviano e il Senato repubblicano; nella notte del 22-23 aprile morì anche il console Vibio Pansa apparentemente in seguito alle ferite riportate a Forum Gallorum; le circostante della sua morte non furono del tutto chiare e si diffusero voci di avvelenamento e di una responsabilità di Ottaviano. In ogni caso con la tragica scomparsa di Irzio e Pansa, il giovane erede di Cesare riprese la sua autonomia e rifiutò di collaborare con il cesaricida Decimo Bruto. A Roma la fazione senatoriale raccolta intorno a Cicerone, dopo le notizie di vittoria, il 26 aprile 43 a.C. aveva dichiarato "nemico pubblico" Marco Antonio, ma accrebbe il risentimento di Ottaviano esaltando il ruolo di Decimo Bruto nella campagna; al cesaricida venne decretato l'onore del trionfo; egli venne inoltre incaricato di assumere la direzione suprema della guerra contro Antonio con il comando anche delle legioni di Irzio e Pansa. Decimo Bruto ordinò subito a Ottaviano di muovere con le sue legioni verso gli Appennini per sbarrare il passo a Ventidio Basso mentre egli si sarebbe portato all'inseguimento di Antonio, ma il giovane non eseguì gli ordini; sembra che egli fosse stato avvertito dal console Pansa, in punto di morte, dei pericoli di una coalizione contro di lui da parte della fazione senatoriale alleata con i cesaricidi. Ottaviano quindi, nonostante le ripetute esortazioni di Decimo Bruto, rimase fermo intorno a Bologna con i suoi veterani cesariani.
I contrasti tra i suoi avversari e il conseguente ritardo dell'inseguimento, permisero a Marco Antonio di effettuare con pieno successo la manovra di ritirata; egli marciò con energia e grande determinazione fino a Tortona poi piegò a sud e riuscì ad effettuare il passaggio degli Appennini sbucando con le sue quattro legioni a Vada Sabatia (l'odierna Vado Ligure), sulla costa della Liguria a est di Genova. Il 3 maggio 43 a.C. giunse sul posto anche Ventidio Basso con le sue tre legioni di veterani e si congiunse con Antonio. Dopo aver felicemente completato la concentrazione delle sue legioni, Marco Antonio poté completare la sua abile manovra sviando l'inseguitore Decimo Bruto con una finta della sua cavalleria che venne inviata a nord delle montagne in direzione di Pollenzo; il cesaricida fu ingannato e invece di marciare verso sud deviò a ovest, lasciando via libera ad Antonio che con le sue legioni riunite non ebbe difficoltà a marciare lungo la costa ligure ed entrare nella Gallia Narbonese fino a Forum Iulii (l'odierna Fréjus), dove giunse il 15 maggio 43 a.C..

## Bilancio e conseguenze
La guerra di Modena si era conclusa apparentemente, dopo un lungo assedio e due aspre e sanguinose battaglie, con la vittoria della fazione senatoria repubblicana in alleanza con i cesaricidi: Marco Antonio era stato costretto a rinunciare all'assedio della città e batteva in ritirata. A Roma ci fu inizialmente grande esultanza, nonostante la morte di Irzio e Pansa, per le notizie di vittorie ma ben presto le informazioni che giunsero durante il mese di maggio chiarirono la reale situazione ed evidenziarono la debolezza della fazione senatoria raccolta intorno a Cicerone. A Oriente i due principali cesaricidi, Marco Bruto e Gaio Cassio, che avevano organizzato un gran numero di legioni in Siria e Grecia, non si mossero in aiuto e Decimo Bruto, privo dell'aiuto delle legioni di Ottaviano, non fu in grado di bloccare Marco Antonio che nella Gallia Narbonese poté entrare in contatto con l'ambizioso governatore Marco Emilio Lepido e le sue quattro legioni.
Tra le legioni cesariane di Antonio e Lepido iniziarono manifestazioni di fraternizzazione e i due comandanti il 30 maggio 43 a.C. conclusero un accordo di alleanza contro i cesaricidi e contro la fazione senatoria repubblicana; questo avvenimento cambiò completamento l'esito della breve guerra di Modena e vanificò le effimere vittorie dei repubblicani. Entro breve tempo anche gli altri proconsoli romani insediati nelle province d'Occidente passarono decisamente dalla parte di Marco Antonio. In un primo tempo Munazio Planco con le legioni presenti nella Gallia Comata sembrò deciso ad intervenire a favore del Senato; egli aveva attraversato il Rodano il 26 aprile ed era giunto a Cularo in attesa dell'arrivo di Decimo Bruto che, dopo aver rinunciato a intercettare Antonio, marciava lentamente verso il Piccolo San Bernardo. Planco e Decimo Bruto si riunirono alla fine di giugno ma la loro situazione era difficile; le loro quattordici legioni riunite erano inesperte o infide e simpatizzanti per i cesariani.
Gli eventi in Gallia Narbonese ebbero una svolta con l'arrivo delle tre legioni di Asinio Pollione provenienti dalla Spagna; Pollione era amico di Antonio e le sue truppe cesariane sollecitavano la fraternizzazione; ben presto si conclusero accordi diretti tra i capi cesariani; anche Munazio Planco in settembre 43 a.C. decise di abbandonare Decimo Bruto e collaborare con le sue cinque legioni con Antonio, Pollione e Lepido. Decimo Bruto con dieci legioni cercò inizialmente di ripiegare verso nord tentando di raggiungere dopo una lunga marcia la Macedonia dove sperava di entrare in contatto con Marco Bruto, ma la sua fine fu tragica. Le sue legioni defezionarono e passarono a loro volta dalla parte di Antonio, Lepido e Ottaviano; Decimo Bruto divenne un fuggiasco quasi isolato. Inseguito dai cesariani, il cesaricida venne catturato da un capo tribù gallo e ucciso su ordine di Marco Antonio.
Mentre i principali capi cesariani concludevano accordi personali e consolidavano la loro alleanza contro il Senato di Roma, il giovane Cesare Ottaviano aveva a sua volta preso iniziative radicali, provocando una clamorosa svolta della situazione contraria alla fazione senatoria ciceroniana, apparente vincitrice della guerra di Modena, e ai cesaricidi. A Roma, dopo la notizia della defezione di Lepido anche quest'ultimo era stato dichiarato "nemico pubblico" il 30 giugno 43 a.C., ma la situazione era confusa; dopo alcune settimane di inutili contatti tra Ottaviano e la fazione del Senato guidata da Cicerone, il giovane erede di Cesare decise di rompere definitivamente la precaria alleanza e di marciare su Roma con otto legioni. La città, priva di consoli dopo la morte di Irzio e Pansa, era difesa da due legioni veterane giunte dall'Africa e da una legione di reclute, ma queste forze defezionarono senza combattere e passarono dalla parte di Ottaviano; il 19 agosto 43 a.C. egli entrava senza opposizione nella città e si faceva eleggere console insieme al suo simpatizzante Quinto Pedio, iniziando subito dopo un'azione politica estremistica contro i cesaricidi. Entro poche settimane Ottaviano fece revocare i decreti di messa al bando come "nemici pubblici" emessi contro Marco Antonio e Emilio Lepido e quindi ritornò in Gallia Cisalpina con le sue legioni per incontrare gli altri due esponenti della fazione cesariana. Il secondo triumvirato, l'accordo di potere tra Marco Antonio, Cesare Ottaviano e Emilio Lepido che avrebbe dominato la vita politica della repubblica per circa un decennio, venne concluso nell'ottobre del 43 a.C. dopo un incontro diretto tra i tre su un'isola del fiume Reno nei pressi di Bologna.